# Karl Bücking
Johann Karl Bücking (* 14. Oktober 1809 in Gießen; † 10. September 1866 ebenda) war ein deutscher Jurist, hessischer Politiker und ehemaliger Abgeordneter der 2. Kammer der Landstände des Großherzogtums Hessen.

## Familie
Karl Bücking war der Sohn des Kaufmanns Johann Martin Ludwig Bücking (1771–1828) und dessen Frau Maria Hedwig Bücking, geborene Bersch (1783–1854). Karl Bücking, der evangelischer Konfession war, heiratete 1846 in Homberg (Ohm) Amalie Groos (1824–1903), die Tochter des Kaufmanns Wilhelm Groos und der Charlotte Sophie Groos, geborene Klingelhöffer.

## Ausbildung und Beruf
Karl Bücking wurde während seines Studiums der Rechtswissenschaften 1827 Mitglied der Alten Gießener Burschenschaft Germania. Nach seinem Studium war er Akzessist am Hofgericht Gießen. 1841 wurde er Assessor mit Stimme am Landgericht Schlitz, 1842 desgleichen am Landgericht Grünberg und 1848 am Landgericht Gießen. 1855 wurde er Landrichter in Laubach und 1857 in Butzbach.

## Politik
In der 16. Wahlperiode (1859–1862) war Karl Bücking Abgeordneter der zweiten Kammer der Landstände des Großherzogtums Hessen. In den Landständen vertrat er den Wahlbezirk Oberhessen 4/Grünberg.